# Feering
Cet article possède un paronyme, voir Ferring.
Feering est un village et une paroisse civile de l'Essex, en Angleterre. Le village, qui se trouve à l'extrémité sud-ouest de la paroisse, est relié au village voisin de Kelvedon. Dans la paroisse se trouvent aussi les hameaux de Stocks Green, Skye Green et Langley Green.